# طهي المخيم في عالم آخر بمهاراتي السخيفة
طهي المخيم في عالم آخر بمهاراتي السخيفة هي رواية خفيفة يابانية من تأليف رين أجوتشي تصدر في موقع شوسيتسوكا ني نارو منذ يناير 2016 وتم تحويلها لمانغا صدرت في مارس 2017 وتم تحويلها لمسلسل أنمي من إنتاج مابا سيعرض في يناير 2023.